# Eva Maria Borer
Eva Maria Borer (geboren am 8. Juli 1905 in Straßburg, Deutsches Reich; gestorben am 25. Januar 1987 in Rüschlikon) war eine deutsch-schweizerische Journalistin und Schriftstellerin.

## Leben
Eva Maria Rosenberg war die Tochter von großbürgerlichen Eltern aus dem Berliner Raum, wuchs aber als ältestes von fünf Geschwistern ab 1912 in Göttingen, ab 1914 in Tübingen und später in Kiel auf. Ihre Eltern waren Hans Rosenberg (1879–1940), Astronom an der Straßburger Universitätssternwarte, und Verena „Vera“ geborene Borchardt (1882–1954). Ihr Großvater Hermann Rosenberg (1847–1917) war einer der erfolgreichsten Bankiers jener Zeit. Beeinflusst wurde sie aber in jungen Jahren vor allem von ihrer Urgroßmutter Hedwig Dohm, Schriftstellerin, Feministin und Sozialistin. Eine Tante zweiten Grades war Katia Mann, Ehefrau des Schriftstellers Thomas Mann.
Sie besuchte das Gymnasium in Tübingen. Während des Ersten Weltkriegs und der ersten Nachkriegsjahre schloss sie sich der Jugendbewegung Wandervogel an. Ihre Eltern ermöglichten ihr einen mehrmonatigen Aufenthalt in der Schweiz, beim Schriftsteller Meinrad Lienert.
Zurück in Deutschland, absolvierte sie in Berlin eine Ausbildung im Verlagswesen. Sie kam mit Linksintellektuellen zusammen und trat angesichts der sprunghaft ansteigenden Arbeitslosigkeit und des zunehmenden Rechtsradikalismus schließlich der Kommunistischen Partei bei. Als Kommunistin, dazu jüdischer Herkunft, wurde sie 1933 von den Nationalsozialisten verhaftet und wegen Vorbereitung zum Hochverrat verurteilt. Sie verbrachte 30 Monate in politischer Gefangenschaft und wurde am 29. Januar 1936 aus der badischen Landesstrafanstalt Bruchsal entlassen. 1936 emigrierte sie in die Schweiz und lebte ab 1937 in Zürich, wo sie im Verlag von Emil Oprecht Anstellung als Redaktionssekretärin für die von Thomas Mann herausgegebene literarische Zeitschrift Maß und Wert und als Sekretärin von Emil Oprecht fand. Die liberale Atmosphäre im Verlag bewog sie, sich vom Kommunismus abzuwenden. Nach einer ersten Gelegenheitsehe zwecks Einbürgerung heiratete sie 1938 Oskar Stock, einen Bündner Architekten, trennte sich aber kurze Zeit später von ihm. Sie begann nun selbst zu schreiben und übernahm zunächst den Leserbriefkasten «Gwunderchratte» und dann die Chefredaktion der Zeitschrift Heim und Leben des C. J. Bucher Verlags. Journalistische Lebenshilfe blieb für Borer während ihrer ganzen Karriere ein wichtiger Teil ihrer Tätigkeit. Sie verfasste zudem freischaffend Reportagen und Mode- sowie Gastronomieberichte für verschiedene weitere Zeitschriften.
1947 heiratete sie den 12 Jahre jüngeren Kunstmaler und früheren Bühnenbildner, Schauspieler und Filmtechniker Robert Borer. 1953 wurde sie erste Chefredakteurin der deutschsprachigen Ausgabe der Elle, die in Paris redigiert und gedruckt wurde. Als Redaktion und Druck 1955 nach Zürich verlegt wurden, schied Borer aus der Redaktion aus und wurde freie Journalistin, arbeitete für die Werbung, verfasste eine Kolumne in der Zeitschrift Sie + Er und betreute für die annabelle die Beratungsrubrik Von Frau zu Frau.
Im Mai 1960 wurde sie Chefredakteurin der annabelle und sorgte für einen Ausbau des Mitarbeiterstabs und für eine Neustrukturierung; inhaltlich war sie besonders in den Ressorts Lebensberatung, ab 1961 nun auch mit einer Rubrik Spiegel des Lebens, und Küche aktiv. Sie plädierte für eine Doppelspitze in der Redaktion und wurde von April 1966 bis September 1966 als Chefredakteurin von Hans Gmür unterstützt. Danach zog sie sich auf die Position als Chefredakteurin für Human Relations zurück, und Gmür übernahm die eigentliche Chefredaktion allein. Im April 1973 übernahm Walter Bosch die Chefredaktion. Borer betreute die Beratungsrubriken weiter für die annabelle, wobei ab 1974 Spiegel des Lebens entfiel, und war im Impressum noch bis Dezember 1973 als Chefredakteurin für Human Relations aufgeführt. Das Team bestand bis 1975, die Nachfolge übernahm Suzanne Speich mit einer weitgehend neuen Redaktion ohne Borer. Nach der Fusion von annabelle und Elle im Jahr 1978 betreute Borer unter dem Chefredakteursduo Charlotte Peter/Werner Wollenberger und Chefredakteur René Bortolani bis 1982 nochmals die Lebensberatungsrubrik, nun wieder und nur noch unter dem Titel Spiegel des Lebens. Zuletzt schrieb Borer für den Züri Leu und dessen 1982 neu entstandene Nachfolgerin Züri-Woche.
Neben den journalistischen Tätigkeiten verfasste Borer Kochbücher, die sie teilweise auch selbst übersetzte; sie sprach vier Sprachen. 1980 schrieb sie ihre Autobiographie Menschsein beginnt mit einem Apfel.
1984 veröffentlichte sie mit dem Adam und Eva Report ein spekulatives Werk über die historischen Hintergründe der christlich-jüdischen Schöpfungsgeschichte. Die Grundidee hierzu war ihr beim Studium der Bibel während der NS-Gefangenschaft gekommen. In dem Report verglich Borer verschiedene Übersetzungen der Torah sowie verschiedene jüdische und islamische Sagen mit den aktuellen Ergebnissen der Archäologie und vertrat die Auffassung, dass der Kern des biblischen Schöpfungsberichtes und auch des jüdischen Jahwe-Glaubens ein Zeugnis sei von einer jahrtausendelang wortgetreu mündlich überlieferten Beziehung des hypothetischen „Adams-Volkes“ zu den Sumerern, die aber heute missverstanden sei: Schöpfung der „Erde“ sei zu verstehen als das fruchtbare Schwemmland, das erstmals von sumerischen Eroberern nutzbar gemacht worden sei; „Himmel“ sei der Name der Ziggurat- und weiteren Bauwerke gewesen (der Turmbau zu Babel entsprechend eine später fehlgeschlagene Imitation); Adam als „erster Mensch“ sei ein privilegierter eingeborener Diener beziehungsweise dessen gesamter Stamm gewesen, der im Garten zu Eden angestellt war; als „Herr“ (Gott) habe das Adams-Volk das Amt des im Himmel thronenden Priesterkönigs verehrt, gemäß der sumerischen Auffassung, dass der Amtsinhaber nicht mit seinem Rufnamen anzusprechen sei. Fachwissenschaftlich wurde das Buch nicht rezipiert.
Borer starb 1987 nach einer langen und schweren Krankheit in Rüschlikon am Zürichsee.

## Werke
- L’homme sans ombre. Paris 1962.
- Vergnüglicher Knigge. Benteli, Bern 1967.
- Alte und Neue Küche in der Schweiz. Schweizer Verlagshaus, Zürich 1971.
- Italien bittet zu Tisch. Sanssouci, Zürich 1973.
- Menschsein beginnt mit einem Apfel. Benteli, Bern 1980 (Autobiographie, als dtv-Taschenbuch ISBN 978-3-423-10684-9).[3]
- Der Adam und Eva Report. Benziger, Zürich 1984, ISBN 978-3-545-34041-1 (als dtv-Taschenbuch ISBN 3-423-10684-0).
- Die echte Schweizer Küche. Hahn Mary Verlag, Berlin 1987, ISBN 978-3-87287-010-0.